# Raluca Prună
Raluca Alexandra Prună (n. 24 septembrie 1969, București, România) a fost ministrul justiției în România din 17 noiembrie 2015 până la încheierea mandatului în urma alegerilor din decembrie 2016.

## Educație
Raluca Alexandra Prună este licențiată în drept și filosofie. A absolvit Facultatea de Drept, Universitatea Ecologică București în anul 1994 și a obținut licența în drept la Universitatea Al. I. Cuza Iași, în februarie 1996. În perioada 1992 - 1997 a urmat cursurile Facultății de Filosofie, Universitatea București și în perioada 1997 - 1998 a urmat cursurile de masterat la Universitatea Central Europeană, Departamentul de Științe Politice, (CEU) Budapesta, Ungaria.
R. Prună a fost bursier Tempus în perioada martie–iulie 1997 la Universitatea Paris VII Nanterre, Departamentul de Filosofie. În anul 2002 Raluca Alexandra Prună și-a întrerupt programul doctoral început în anul 2000 la Universitatea București, Facultatea de Filosofie.

## Carieră
Raluca Prună este de profesie avocat și are o experiență de 20 de ani în domeniul justiției, inclusiv la nivelul instituțiilor Uniunii Europene. Anterior numirii în funcția de ministru al justiției a ocupat, la Comisia Europeană, funcția de consilier coordonator la Direcția Generală Piața internă, antreprenoriat, industrie și IMM-uri, Unitatea Politică privind piața unică, recunoașterea reciprocă și supravegherea pieței. Din anul 2007 a ocupat în Comisia Europeană, pe rând diverse funcții: jurist și coordonator de program la Direcția Generală Justiție, Libertate și Securitate, funcționar responsabil cu politicile privind lupta împotriva criminalității organizate la Direcția Generală Afaceri Interne, șef de unitate la Direcția Generală Antreprenoriat și Industrie și șef de unitate la Direcția Generală Piața internă, antreprenoriat, industrie și IMM-uri. 
În perioada negocierilor pentru aderarea la Uniunea Europeană (2000-2004), a fost manager al portofoliului Justiție, afaceri interne și anticorupție la Delegația Comisiei Europene în România.În 2005 și 2006, a fost jurist lingvist la Consiliul Uniunii Europene. 
Raluca Prună a fost membru fondator și președinte al organizației neguvernamentale Transparency International România.

## Experiența didactică
În perioada octombrie 1996 - iulie 2001 a fost asistent universitar la Universitatea din București, Facultatea de Filosofie și la Școala Națională de Studii Politice și Administrative Școala Națională de Studii Politice și Administrative, Facultatea de Științe Politice, București.

## Galerie

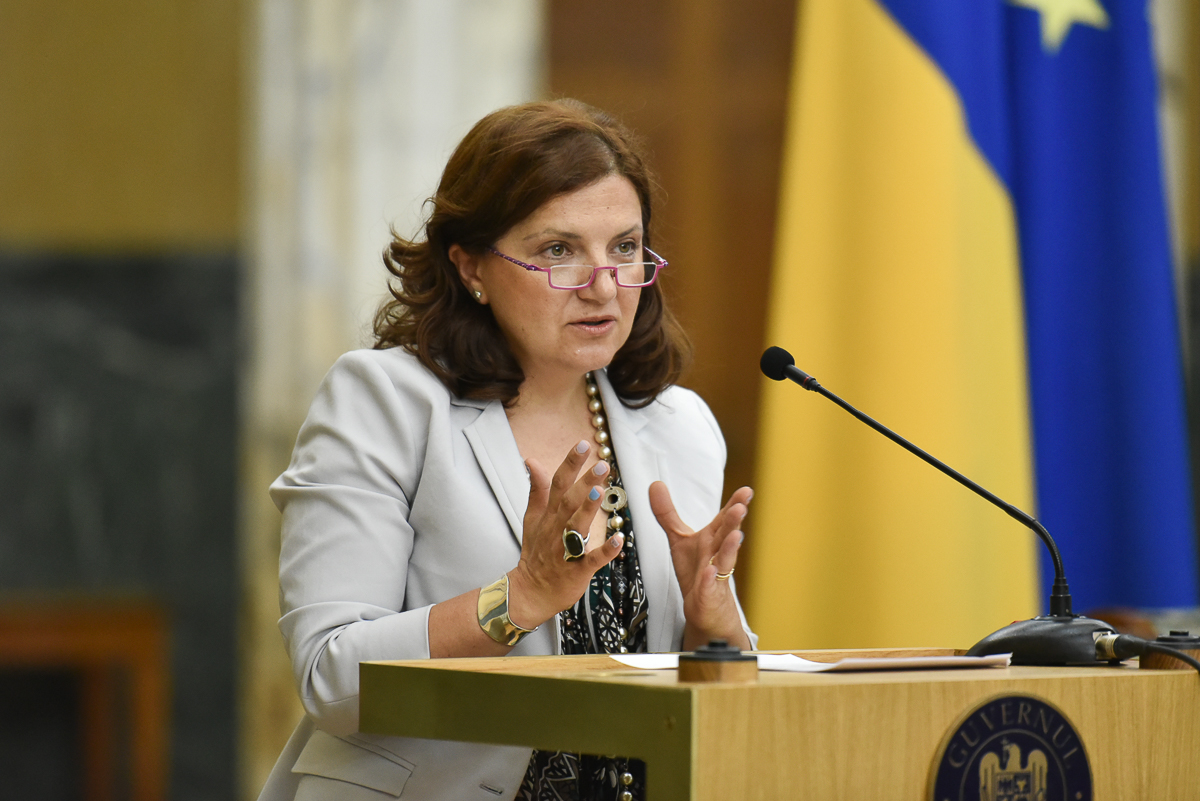
Raluca Alexandra Prună